# ТЕС Каширпур
29°9′17″ пн. ш. 78°58′29″ сх. д. / 29.15472° пн. ш. 78.97472° сх. д.
ТЕС Каширпур (Сраванті) – теплова електростанція у індійському штаті Уттаракханд.
В 2016 році на майданчику станції став до ладу блок комбінованого парогазового циклу потужністю 225 МВт. Встановлені у ньому дві газові турбіни потужністю по 76 МВт живлять через відповідну кількість котлів-утилізаторів одну парову турбіну з показником 73 МВт.
Планувалось, що не пізніше 2021 року буду введено в експлуатацію ще один такий же блок потужністю 225 МВт. Втім, станом на початок 2023-го цього не відбулось (хоча, як показують дані геоінформаційних систем, будівництво другого блоку знаходиться у високому ступені готовності).
Станція використовує природний газ, який надходить по газопроводу Каранпур – Рудрапур.
Видача продукції відбувається по ЛЕП, які працюють під напругою 400 кВ та 220 кВ.
Через нестачу в країні ресурсу блакитного палива електростанція могла знаходитись у тривалих простоях. Так, в квітні 2022 – січня 2023 її виробництво дорівнювало нулю.